# Spencův kov
Spencův kov je směs síry a sulfidů (FeS, ZnS a PbS). Nejedná se tedy o skutečný kov, ale vzhledem a snadnou tavitelností kovy připomíná. V minulosti se používal v Anglii ke spojování potrubí.